# Chiliboy Ralepelle
Mahlatse Ralepelle, detto Chiliboy (Tzaneen, 11 settembre 1986), è un rugbista a 15 sudafricano che gioca come tallonatore; attualmente svincolato.

## Biografia
Ralepelle esordì in Super Rugby con i Bulls nel Super 14 2006 e in quello stesso anno capitanò la selezione sudafricana under-21 finalista della Coppa del Mondo di categoria.
Il 26 agosto 2006 debuttò con gli Springbok in occasione di un incontro del Tri Nations contro gli All Blacks.
Nel 2010 Ralepelle fu cautelativamente sospeso dopo essere risultato positivo a un controllo antidoping nel dopopartita contro l'Irlanda del tour europeo di fine anno a causa dell'assunzione di una bevanda energetica; stessa sorte toccò al suo compagno di squadra Bjorn Basson.
Ha fatto anche parte della selezione dei convocati alla Coppa del Mondo di rugby 2011.

## Palmarès
- Currie Cup: 2
Blue Bulls: 2009
Natal Sharks: 2018